# Tom de Ket
Tom de Ket (Assen, 24 november 1958) is een Nederlands theatermaker, cabaretier en schrijver.

## Loopbaan
Tom de Ket begon als acteur bij Theatergroep Hollandia. Hij speelde en regisseerde daarna bij gezelschappen als Ro Theater en Het Zuidelijk Toneel. Met George van Houts vormde hij het cabaretduo Van Houts en de Ket. Zij maakten enkele reclamespots voor Kanis & Gunnink.
In 2008 richtte hij theatergroep De verleiders op. Een theatergezelschap dat theater maakt over de zakelijke moraal. De voorstelling De casanova's van de vastgoedfraude won de Toneel Publieksprijs. De laatste jaren maakt Tom de Ket grootschalige muziektheaterspektakels op locatie zoals De Drentse Bluesopera, O, die zee, Het Pauperparadijs en Mammoet.

## Persoonlijk
De Ket is getrouwd met actrice Gusta Geleijnse.
- International Standard Name Identifier: 0000 0003 6870 0401
- Nederlandse Thesaurus van Auteursnamen: 250444895
- Virtual International Authority File: 288186677
- WorldCat: E39PBJjdhrGTVvXcjG33Qwvrbd